# Моя любовь на третьем курсе
«Моя любовь на третьем курсе»  — советский фильм 1976 года режиссёра Юрия Борецкого по сценарию Михаила Шатрова, основанному на его пьесе «Лошадь Пржевальского» (1972). В фильме впервые прозвучала песня «Как молоды мы были» Пахмутовой-Добронравова.
Фильм считается культовым в среде стройотрядовцев, его просмотр стал традицией участников Российских студенческих отрядов.

## Сюжет
Студенческий стройотряд в свой трудовой семестр приезжает в один из целинных совхозов возводить школу. Но между бойцами отряда возникает спор о том, как жить и работать: по принципу «коммуны» или «бригады», а между их командиром Андреем Иконниковым, который приехал заработать, и комиссаром отряда, неисправимым комсомольцем-романтиком Алексеем Нестеровым, — идейный конфликт.

## В ролях
- Ануарбек Молдабеков (озвучивал Артём Карапетян) — Сатаев, директор совхоза
- Наталья Головко — Мария Скрябина
- Тимофей Спивак — Алексей Нестеров, комиссар ССО
- Алексей Шейнин — Андрей Иконников, командир ССО
- Галина Борисова — Силик
- Аскар Карабаев — Женис Сапаргалиев
- Михаил Жиров — Юрий Клепиков
- Алексей Мокроусов — Стас Вишневский
- Виктор Коношенков — Егор Беклемишев
- Наталия Потапова — Таня
- Вячеслав Молоков — Макс Бубенчиков
- Александр Мусаханов — Гарик Акопов
- Наталия Санько — Лика Козаченко
- Анатолий Мищенко — Вадим Антимиров
- Ольга Науменко — Оля Банникова
- Владимир Ерёмин — Павлик Гвоздев

В эпизодах: Ментай Утепбергенов, Нурмухан Жантурин, Асанали Ашимов и другие.

## Музыка в фильме
В фильме звучат песни Пахмутовой-Добронравова «Яростный стройотряд» и «Как молоды мы были» — исполненная впервые. Обе песни в исполнении Александра Градского, звучащие в фильме, через год записаны на вышедшей пластинке фирмы «Мелодия». Однако песня «Как молоды мы были», которая звучит в его исполнении в финале фильма, в начальных титрах звучит в исполнении Елены Камбуровой.